# إيسو جروب
إيسو جروب هو تكتكل شركات كوري جنوبي له فروع في مجالات الكيماويات والصناعة والمالية والبترول والسيارات. يقع مقرها الرئيسي في بانبو دونج، حي سوشو جو، سول. أسس في عام 1996. الرئيس التنفيذي هو كيم سانج بيوم خريج جامعة ميشيغان.

## وصلات خارجية
- موقع المجموعة